# Хромей Михайло Іванович
Михайло Іванович Хромей (нар. 19 листопада 2003, Івано-Франківськ, Україна) — український футболіст, півзахисник донецького «Шахтаря».

## Клубна кар'єра
На юнацькому рівні виступав за «Металіст» (Харків), «Ніку» (Івано-Франківськ) та «Буковину» (Чернівці). У 2018 році перейшов до «Шахтаря». У 2020 році дебютував за юнацьку (U-19) команду «гірників», а наступного року — за «молодіжку» «Шахтаря».
Влітку 2021 року відправився на перегляд до ФК «Маріуполь», у складі якого зіграв у переможному (2:0) товариському матчі проти земляків з «Яруда». Наприкінці червня того ж року приазовці уклали з «Шахтарем» орендний договір щодо молодого півзахисника терміном на один сезон. Дебютував на офіційному рівні за маріупольський клуб 23 липня 2021 року в нічийному (1:1) виїзному поєдинку 1-го туру Прем'єр-ліги проти «Львова». Михайло вийшов на поле на 80-й хвилині, замінивши Дмитра Мишньова.

## Кар'єра в збірній
У 2020 році провів 2 поєдинки у футболці юнацької збірної України (U-17).